# Osteoclastoma
L'osteoclastoma, o tumore osseo a cellule giganti, è un tumore raro che colpisce le ossa, specie le epifisi e le metafisi delle grandi ossa lunghe.
Il tumore è generalmente benigno e unico, tuttavia non sono rari i casi, spontanei o specialmente dopo un trattamento di radioterapia, di trasformazione da benigna a maligna con metastasi diffuse (tipicamente ai polmoni) ed infiltrazione delle cellule neoplastiche; in questi casi il tumore viene trattato come sarcoma.
Ha una recidività in circa il 50% dei casi.

## Epidemiologia
L'età più colpita è quella tra i 20 ed i 40 anni circa, anche se, tuttavia, nessuna età è priva di rischio. 

## Anatomia patologica
La massa tumorale è formata principalmente di cellule giganti multinucleate (da 12-16 ed anche più nuclei) e fasci di cellule fusiformi.
Il tumore è molto vascolarizzato e si presenta come massa soffice con un colore bruno che deriva dalla pigmentazione emosiderinica, in conseguenza ai frequenti processi emorragici che avvengono nella massa tumorale.

## Clinica
La sintomatologia della neoplasia consiste in dolore e tumefazione locale secondo la sede; la precocità e la gravità della sintomatologia dipendono dal grado della crescita del tumore; le condizioni generali del paziente si mantengono quasi sempre buone.
Tardivamente, con la crescita del tumore, possono manifestarsi fratture patologiche dell'osso colpito. Il quadro radiologico tipico in questo stadio tardivo della malattia è caratterizzato da segni di osteolisi necrotica dell'osso, rigonfiamento osseo, distensione ed assottigliamento della corticale.

## Trattamento
La terapia è puramente chirurgica; il metodo più sicuro e radicale è la resezione completa della massa neoplastica. 
Purtroppo la resezione completa provoca gravi danni anatomici e funzionali nel paziente, perciò, in molti casi, ci si limita a svuotare, raschiando internamente, l'osso colpito (scucchiaiamento); tale metodo è meno radicale della resezione ma è anche meno demolitivo.